# Schizocosa incerta
Schizocosa incerta là một loài nhện trong họ Lycosidae.
Loài này thuộc chi Schizocosa. Schizocosa incerta được Elizabeth Bangs Bryant miêu tả năm 1934.